# Liste des ambassadeurs et hauts-commissaires au Royaume-Uni
Voici la liste des ambassadeurs et Haut commissaire au Royaume-Uni, ou plus formellement, à la Cour de St James. Les hauts commissaires représentent les États membres du Commonwealth of nations et les ambassadeurs représentent les autres États. Notez que certains diplomates sont accrédités par un ou plusieurs pays.

## Ambassadeurs actuels à Londres
| Pays                             | lettres de créance | Localisation de l'ambassade       | Ambassadeur                                                   |
| -------------------------------- | ------------------ | --------------------------------- | ------------------------------------------------------------- |
| Afghanistan                      | 7 août 2012        | Londres, UK                       | Dr Mohammad Daud Yaad (Ambassadeur)                           |
| Afrique du Sud                   | 24 septembre 2009  | Londres, UK                       | Zola Sidney Themba Skweyiya (High Commissioner)               |
| Albanie                          | 17 février 2012    | Londres, UK                       | Mal Berisha (Chargé)                                          |
| Algérie                          | 17 décembre 2010   | Londres, UK                       | Amar Abba                                                     |
| Allemagne                        | 3 juillet 2008     | Londres, UK                       | Georg Boomgaarden                                             |
| Andorre                          | 16 juin 2009       | Londres, UK                       | Eva Descarrega Garcia (Chargé d’Affaires a.i.)                |
| Angola                           | 9 février 2012     | Londres, UK                       | Miguel Gaspar Gernandes Neto                                  |
| Antigua-et-Barbuda               | 3 octobre 2004     | Londres, UK                       | Carl Roberts (High Commissioner)                              |
| Arabie saoudite                  | 5 décembre 2005    | Londres, UK                       | Mohammed bin Nawaf bin Abdul Aziz Al-Saud                     |
| Argentine                        | 16 mars 2012       | Londres, UK                       | Alicia Castro                                                 |
| Arménie                          | 12 septembre 2011  | Londres, UK                       | Karine Kazinian                                               |
| Australie                        | 1er février 2013   | Londres, UK                       | Mike Rann (High Commissioner)                                 |
| Autriche                         | 19 janvier 2015    | Londres, UK                       | Martin Eichtinger                                             |
| Azerbaïdjan                      | 21 septembre 2007  | Londres, UK                       | Fakhraddin Gurbanov                                           |
| Bahamas                          | 2 février 2008     | Londres, UK                       | Paul H. Farquharson (High Commissioner)                       |
| Bahreïn                          | 19 septembre 2011  | Londres, UK                       | Alice Thomas Samaan                                           |
| Bangladesh                       | 9 juin 2009        | Londres, UK                       | Mohammad Sayeedur Rahman Khan (High Commissioner)             |
| Barbade                          | 1er septembre 2008 | Londres, UK                       | Hugh Anthony Arthur (High Commissioner)                       |
| Belgique                         | 17 janvier 2010    | Londres, UK                       | Johan Verbeke                                                 |
| Belize                           | 17 janvier 2010    | Londres, UK                       | Kamela Palma (High Commissioner)                              |
| Bénin                            | 1er novembre 2008  | Paris, France                     | Albert Agossou                                                |
| Biélorussie                      | 13 novembre 2006   | Londres, UK                       | Aleksandr Mikhnevich                                          |
| Birmanie                         | 26 février 2011    | Londres, UK                       | Kyaw Myo Htut                                                 |
| Bolivie                          | 30 septembre 2011  | Londres, UK                       | Eduardo Dazo (Chargé d’Affaires a.i.)                         |
| Bosnie-Herzégovine               | 9 décembre 2008    | Londres, UK                       | Jadranka Negodic                                              |
| Botswana                         | 29 décembre 1998   | Londres, UK                       | Roy Warren Blackbeard (High Commissioner)                     |
| Brésil                           | 11 août 2010       | Londres, UK                       | Roberto Jaguaribe                                             |
| Brunei                           | 1er novembre 2010  | Londres, UK                       | Mohd Aziyan bin Abdullah (High Commissioner)                  |
| Bulgarie                         | 19 mars 2012       | Londres, UK                       | Konstantin Stefanov Dimitrov                                  |
| Burkina Faso                     |                    | Bruxelles, Belgique               | Pascasie Minani (Chargé d’Affaires a.i.)                      |
| Burundi                          | 15 février 2012    | Londres, UK                       | Bernard Ntahiraja (Chargé d’Affaires a.i.)                    |
| Cambodge                         | 11 octobre 2004    | Londres, UK                       | Hor Nambora                                                   |
| Cameroun                         | 3 octobre 2008     | Londres, UK                       | Nkwelle Ekaney (High Commissioner)                            |
| Canada                           | 15 septembre 2011  | Londres, UK                       | Gordon Campbell (High Commissioner)                           |
| Cap-Vert                         | 13 juillet 2010    | Bruxelles, Belgique               | Maria de Jesus Mascarenhas (Chargé d’Affaires a.i.)           |
| République centrafricaine        | 14 juillet 2009    | Paris, France                     | Jean Willybiro-Sako                                           |
| Chili                            | 20 septembre 2010  | Londres, UK                       | Tomas Eduardo Müller Sproat                                   |
| Chine                            | 28 février 2010    | Londres, UK                       | Liu Xiaoming                                                  |
| Chypre                           | 16 août 2008       | Londres, UK                       | Alexandros N. Zenon (High Commissioner)                       |
| Colombie                         | 10 octobre 2009    | Londres, UK                       | José Mauricio Rodríguez Múnera                                |
| Comores                          |                    | Londres, UK                       | vacant                                                        |
| République du Congo              | 27 juillet 1999    | Paris, France                     | Henri Marie Joseph Lopes                                      |
| République démocratique du Congo | 24 août 2009       | Londres, UK                       | Barnabé Kikaya Bin Karubi                                     |
| Corée du Nord                    | 5 janvier 2012     | Londres, UK                       | Hyon Hak Bong                                                 |
| Corée du Sud                     | 18 février 2010    | Londres, UK                       | Choo Kyu Ho                                                   |
| Costa Rica                       | 9 janvier 2007     | Londres, UK                       | Pilar Saborío Rocafort                                        |
| Côte d'Ivoire                    | 5 août 2011        | Londres, UK                       | Claude Stanislaus Bouah-Kamon                                 |
| Croatie                          | 27 mars 2009       | Londres, UK                       | Ivica Tomić                                                   |
| Cuba                             | 12 octobre 2010    | Londres, UK                       | Esther Gloria Armenteros Cárdenas                             |
| Danemark                         | 29 août 2011       | Londres, UK                       | Anne Hedensted Steffensen                                     |
| Djibouti                         | 21 mars 2005       | Paris, France                     | Rachad Farah                                                  |
| Dominique                        | 19 avril 2010      | Londres, UK                       | Janet Charles (Acting High Commissioner)                      |
| République dominicaine           | 14 juillet 2011    | Londres, UK                       | Federico Alberto Cuello Camilo                                |
| Égypte                           | 2 décembre 2008    | Londres, UK                       | Hatem Seif el Nasr                                            |
| Émirats arabes unis              | 20 avril 2009      | Londres, UK                       | Ghanim Al Mutaiwee                                            |
| Équateur                         | 5 mars 2010        | Londres, UK                       | Anita Albán Mora                                              |
| Érythrée                         | 21 novembre 2007   | Londres, UK                       | Tesfamicael Ogbaghiorghis                                     |
| Espagne                          | 16 mai 2012        | Londres, UK                       | Frederico Trillo-Figueroa y Martínez-Conde                    |
| Estonie                          | 30 août 2010       | Londres, UK                       | Aino Lepik von Wirén                                          |
| États-Unis                       | 17 août 2009       | Londres, UK                       | Matthew Barzun                                                |
| Éthiopie                         | 13 mars 2006       | Londres, UK                       | Ato Berhanu Kebede                                            |
| Fidji                            | 25 septembre 2011  | Londres, UK                       | Solo Mara (High Commissioner)                                 |
| Finlande                         | 2 décembre 2015    | Londres, UK                       | Päivi Luostarinen                                             |
| France                           | 4 avril 2011       | Londres, UK                       | Bernard Émié                                                  |
| Gabon                            | 27 février 2009    | Londres, UK                       | Omer Piankali                                                 |
| Gambie                           | 20 août 2007       | Londres, UK                       | Elizabeth Ya Eli Harding (High Commissioner)                  |
| Géorgie                          | 7 avril 2009       | Londres, UK                       | Giorgi Badridze                                               |
| Ghana                            | 27 septembre 2009  | Londres, UK                       | Kwaku Danso-Boafo (High Commissioner)                         |
| Grèce                            | 15 janvier 2012    | Londres, UK                       | Konstantinos Bikas                                            |
| Grenade                          | 29 octobre 2008    | Londres, UK                       | Ruth Rouse (High Commissioner)                                |
| Guatemala                        | 5 janvier 2010     | Londres, UK                       | Acisclo Valladares Molina                                     |
| Guinée                           | 18 février 2011    | Londres, UK                       | Dondo Sylla (Chargé d´Affaires a. i.)                         |
| Guinée-Bissau                    |                    | Paris, France                     | vacant                                                        |
| Guinée équatoriale               | 10 novembre 2012   | Londres, UK                       | Mari-Cruz Evuna Andeme                                        |
| Guyana                           | 16 juillet 1993    | Londres, UK                       | Laleshwar Singh (High Commissioner)                           |
| Honduras                         | 22 janvier 2008    | Londres, UK                       | Ivan Romero-Martinez                                          |
| Hongrie                          | 31 janvier 2011    | Londres, UK                       | János Csák                                                    |
| Islande                          | 5 octobre 2009     | Londres, UK                       | Benedikt Jónsson                                              |
| Inde                             | 9 décembre 2013    | Londres, UK                       | Ranjan Mathai (High Commissioner)                             |
| Indonésie                        | 1er février 2012   | Londres, UK                       | Teuku Mohammad Hamzah Thayeb                                  |
| Iran                             |                    | Londres, UK                       | vacant                                                        |
| Iraq                             | 8 août 2011        | Londres, UK                       | Muhieddin Hussien Abdullah Al-Taaie (Chargé d´Affaires a. i.) |
| Irlande                          | 11 décembre 2013   | Londres, UK                       | Daniel Mulhall                                                |
| Israël                           | 5 septembre 2011   | Londres, UK                       | Daniel Taub                                                   |
| Italie                           | 8 avril 2010       | Londres, UK                       | Alain Giorgio Maria Economides                                |
| Jamaïque                         | 24 mai 2012        | Londres, UK                       | Joan Thomas Edwards (High Commissioner)                       |
| Japon                            | 21 janvier 2011    | Londres, UK                       | Keiichi Hayashi                                               |
| Jordan                           | 17 juin 2011       | Londres, UK                       | Mazen Kemal al-Homoud                                         |
| Kazakhstan                       | 5 novembre 2009    | Londres, UK                       | Ephraim Waweru Ngare                                          |
| Kenya                            | 5 novembre 2009    | Londres, UK                       | Kennedy Nyauncho Osinde (High Commissioner)                   |
| Kosovo                           | 21 octobre 2008    | Londres, UK                       | Muhamet Hamiti                                                |
| Koweït                           | 29 avril 1993      | Londres, UK                       | Khaled Al Duwaisa                                             |
| Kirghizstan                      | 22 décembre 2010   | Londres, UK                       | Baktygul Kalambekova                                          |
| Laos                             | 18 octobre 2011    | Paris, France                     | Khouanta Phalivong                                            |
| Lettonie                         | 28 août 2009       | Londres, UK                       | Eduards Stiprais                                              |
| Liban                            | 9 juin 2008        | Londres, UK                       | Inaam Osseiran                                                |
| Lesotho                          | 28 décembre 2011   | Londres, UK                       | Teboho Mohapi (Acting High Commissioner)                      |
| Liberia                          | 12 avril 2007      | Londres, UK                       | Wesley Momo Johnson                                           |
| Libye                            | 30 juillet 2011    | Londres, UK                       | Mahmud Nauca (Chargé d´Affaires a. i.)                        |
| Lituanie                         | 20 mai 2009        | Londres, UK                       | Oskaras Jusys                                                 |
| Luxembourg                       | 27 octobre 2011    | Londres, UK                       | Alphonse Berns                                                |
| Macédoine                        | 31 mai 2012        | Londres, UK                       | Mile Prangoski (Chargé)                                       |
| Madagascar                       |                    | Londres, UK                       | vacant                                                        |
| Malawi                           | 18 mai 2011        | Londres, UK                       | James Ali (Chargé d´Affaires a. i.)                           |
| Malaisie                         | Novembre 2014      | Londres, UK                       | H.E. Ahmad Rasidi Hazizi (High Commissioner)                  |
| Maldives                         | 13 février 2012    | Londres, UK                       | Naushad Waheed (Acting High Commissioner)                     |
| Mali                             | 23 septembre 2003  | Londres, UK                       | Ibrahim Bocar Ba                                              |
| Malte                            | 25 avril 2009      | Londres, UK                       | Joseph Zammit Tabona (High Commissioner)                      |
| Mauritanie                       |                    | Paris, France                     | vacant                                                        |
| Île Maurice                      | 5 décembre 2005    | Londres, UK                       | Abhimanu Mahendra Kundasamy (High Commissioner)               |
| Mexique                          | 6 décembre 2009    | Londres, UK                       | Eduardo Medina-Mora Icaza                                     |
| Moldavie                         | 14 décembre 2011   | Londres, UK                       | Iulian Fruntaşu                                               |
| Monaco                           | 12 janvier 2010    | Londres, UK                       | Évelyne Genta                                                 |
| Mongolie                         | 22 mai 2008        | Londres, UK                       | Bulgaa Altangerel                                             |
| Monténégro                       | 27 mars 2011       | Londres, UK                       | Ljubiša Stanković                                             |
| Maroc                            | 10 février 2017    | Londres, UK                       | Abdeslam Aboudrar                                             |
| Mozambique                       | 20 septembre 2011  | Londres, UK                       | Carlos dos Santos (High Commissioner)                         |
| Namibie                          | 27 juillet 2006    | Londres, UK                       | George Mbanga Liswaniso (High Commissioner)                   |
| Nauru                            |                    |                                   | vacant                                                        |
| Népal                            | 26 janvier 2010    | Londres, UK                       | Suresh Chandra Chalise                                        |
| Nouvelle-Zélande                 | 28 mars 2008       | Londres, UK                       | Lockwood Smith (High Commissioner)                            |
| Nicaragua                        | 17 mai 2010        | La Haye, Pays-Bas                 | Carlos J. Argüello-Gómez                                      |
| Niger                            | 3 novembre 2003    | Paris, France                     | Adamou Seydou                                                 |
| Nigeria                          | 12 avril 2008      | Londres, UK                       | Dalhaltu S. Tafida (High Commissioner)                        |
| Norvège                          | 28 août 2010       | Londres, UK                       | Kim Traavik                                                   |
| Oman                             | 12 novembre 2009   | Londres, UK                       | Abdul Aziz Al Hinai                                           |
| Ouganda                          | 17 mars 2006       | Londres, UK                       | Joyce Kakuramatsi Kikafunda (High Commissioner)               |
| Ouzbékistan                      | 17 octobre 2007    | Londres, UK                       | Otabek Akbarov                                                |
| Pakistan                         | 22 juin 2008       | Londres, UK                       | Syed Ibne Abbas (High Commissioner)                           |
| Palestine                        | 18 août 2010       | Londres, UK                       | Manuel S. Hassassian (General Delegate)                       |
| Panama                           | 11 novembre 2011   | Londres, UK                       | Ana Irene Delgado                                             |
| Papouasie-Nouvelle-Guinée        | 24 août 2011       | Londres, UK                       | Winnie Anna Kiap (High Commissioner)                          |
| Paraguay                         | 14 décembre 2009   | Londres, UK                       | Miguel Angel Solano López Casco                               |
| Pays-Bas                         | 2 janvier 2007     | Londres, UK                       | Pieter Willem Waldeck                                         |
| Pérou                            | 30 mars 2012       | Londres, UK                       | Julio Muñoz-Deacon                                            |
| Philippines                      | 4 octobre 2011     | Londres, UK                       | Enrique A. Manalo                                             |
| Pologne                          | 3 novembre 2006    | Londres, UK                       | Witold Sobków                                                 |
| Portugal                         | 19 janvier 2011    | Londres, UK                       | Joao de Vallera                                               |
| Qatar                            | 23 octobre 2014    | Londres, UK                       | Mr Yousef Ali Al-Khater                                       |
| Roumanie                         | 7 mars 2008        | Londres, UK                       | Ion Jinga                                                     |
| Russie                           | 31 janvier 2011    | Londres, UK                       | Alexander Yakovenko                                           |
| Rwanda                           | 6 mars 2010        | Londres, UK                       | Ernest Rwamucyo (High Commissioner)                           |
| Saint-Christophe-et-Niévès       | 12 janvier 2011    | Londres, UK                       | Kevin Monroe Isaac (High Commissioner)                        |
| Saint-Marin                      |                    | Ville de Saint-Marin, Saint-Marin | vacant                                                        |
| Sainte-Lucie                     | 3 mai 2008         | Londres, UK                       | Eldridge Stephens (High Commissioner)                         |
| Salomon                          | 30 juin 2006       | Bruxelles, Belgique               | Joseph Ma'ahanua (High Commissioner)                          |
| Salvador                         | 18 décembre 2009   | Londres, UK                       | Werner Matías Romero                                          |
| Saint-Vincent-et-les-Grenadines  | 24 avril 2001      | Londres, UK                       | Cenio E. Lewis (High Commissioner)                            |
| Samoa                            | 30 January 2012    | Bruxelles, Belgique               | Amorette Posini (Acting High Commissioner)                    |
| Sao Tomé-et-Principe             | 2002               | Bruxelles, Belgique               | Armindo de Brito Fernandes (Acting High Commissioner)         |
| Sénégal                          | 4 décembre 2007    | Londres, UK                       | Abdou Sourang                                                 |
| Serbie                           | 5 décembre 2008    | Londres, UK                       | Dejan Popovic                                                 |
| Seychelles                       | 30 juin 2012       | Londres, UK                       | Bernard Silver (Acting High Commissioner)                     |
| Sierra Leone                     | 9 janvier 2010     | Londres, UK                       | Edward Mohamed Turay (High Commissioner)                      |
| Singapour                        | 22 août 2011       | Londres, UK                       | Thambynathan Jasudasen (High Commissioner)                    |
| Slovaquie                        | 28 mars 2011       | Londres, UK                       | Miroslav Wlachovský                                           |
| Slovénie                         | 2 février 2009     | Londres, UK                       | Iztok Jarc                                                    |
| Soudan du Sud                    | 14 mai 2012        | Londres, UK                       | Chol Mawud Unguec Ajongo (Chargé)                             |
| Sri Lanka                        | 30 août 2011       | Londres, UK                       | Chris Nonis (High Commissioner)                               |
| Soudan                           | 10 août 2010       | Londres, UK                       | Abdullahi AlAzreg                                             |
| Suriname                         | 18 février 2012    | La Haye, Pays-Bas                 | Harvey Harold Naarendorp                                      |
| Swaziland                        | 28 juillet 2010    | Londres, UK                       | Dumsile Thandi Sukati (High Commissioner)                     |
| Suède                            | 3 juin 2010        | Londres, UK                       | Nicola Clase                                                  |
| Suisse                           | 2 août 2010        | Londres, UK                       | Anton Thalmann                                                |
| Syrie                            | 11 mars 2012       | Londres, UK                       | Ghassan Dalla (Chargé)                                        |
| Tadjikistan                      | 16 mai 2008        | Londres, UK                       | Erkin Kasymov                                                 |
| Tanzanie                         | 19 août 2010       | Londres, UK                       | Peter Kallaghe (High Commissioner)                            |
| Tchad                            | 28 avril 2011      | Bruxelles, Belgique               | Ahmat Awad Sakine                                             |
| République tchèque               | 2 octobre 2009     | Londres, UK                       | Michael Žantovský                                             |
| Thaïlande                        | 26 mars 2007       | Londres, UK                       | Kitti Wasinondh                                               |
| Togo                             | 6 juin 2011        | Paris, France                     | Calixte Madjoulba                                             |
| Tonga                            | 15 janvier 2006    | Londres, UK                       | Sione Ngongo Kioa (High Commissioner)                         |
| Trinité-et-Tobago                | 5 décembre 2010    | Londres, UK                       | Garvin Edward Timothy Nicholas (High Commissioner)            |
| Tunisie                          | 17 septembre 2010  | Londres, UK                       | Hatem Atallah                                                 |
| Turquie                          | 15 juillet 2010    | Londres, UK                       | Ahmet Ünal Çeviköz                                            |
| Turkménistan                     | 2 juillet 2003     | Londres, UK                       | Yazmurad N Seryaev                                            |
| Tuvalu                           |                    | Londres, UK                       | vacant                                                        |
| Ukraine                          | 31 août 2010       | Londres, UK                       | Volodymyr Khandogiy                                           |
| Uruguay                          | 16 septembre 2009  | Londres, UK                       | Julio Moreira Morán                                           |
| Vanuatu                          | 11 avril 2011      | Bruxelles, Belgique               | Roy Mickey Joy (High Commissioner)                            |
| Vatican                          | 21 février 2011    | Londres, UK                       | Antonio Mennin                                                |
| Venezuela                        | 9 novembre 2007    | Londres, UK                       | Samuel Moncada                                                |
| Viêt Nam                         | 13 avril 2011      | Londres, UK                       | Vu Quang Minh                                                 |
| Yémen                            | 28 septembre 2010  | Londres, UK                       | Abdulla Ali Mohamed Al-Radhi                                  |
| Zambie                           | 2 janvier 2012     | Londres, UK                       | Bizwayo Nkunika (High Commissioner)                           |
| Zimbabwe                         | 31 octobre 2005    | Londres, UK                       | Gabriel Mharadze Machinga                                     |